# Малая крепость (Терезин)
Малая крепость (чеш. Malá pevnost, нем. Kleine Festung) — крепость, образующая значительную часть города Терезин в Чешской Республике. Эта бывшая военная крепость была основана в конце XVIII века вместе со всем городом Терезин на правом берегу реки Огрже. В XIX веке она служила тюрьмой.

## Первая мировая война
Во время Первой мировой войны крепость служила тюрьмой для противников австро-венгерской монархии. Во время войны здесь был заключен в тюрьму сербский националист Гаврило Принцип, убийца эрцгерцога Франца Фердинанда Австрийского. Принцип умер после почти четырёх лет заключения в тюрьме 28 апреля 1918 года от туберкулеза.

## Вторая мировая война

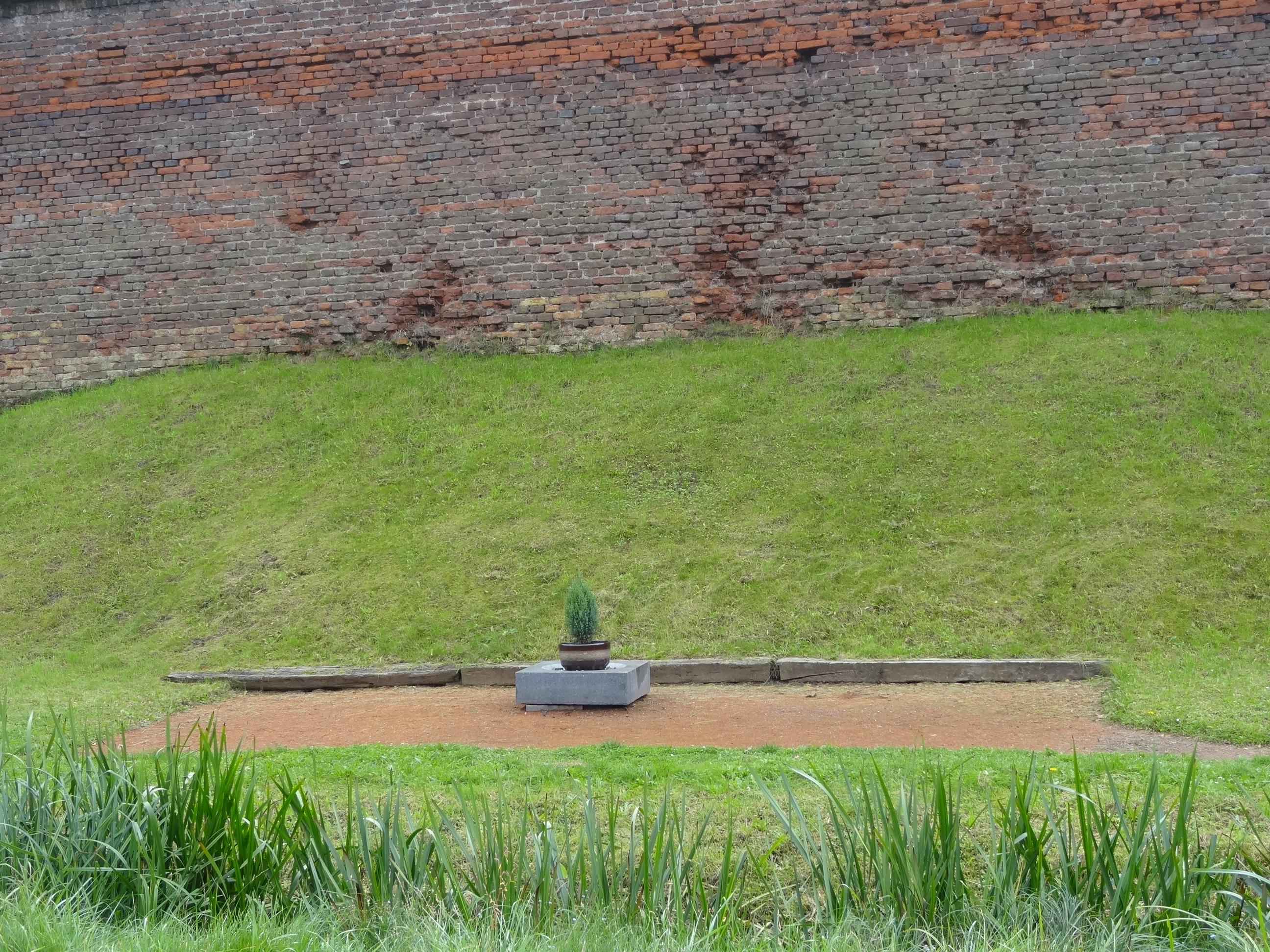
Место казни в Малой крепости

Во время Второй мировой войны крепость служила тюрьмой для Пражского гестапо с 10 июня 1940 года по май 1945 года. Это была самая большая тюрьма в протекторате Богемии и Моравии. В отличие от Терезинского гетто, где содержались евреи, Маленькая крепость служила тюрьмой для политических противников нацистского режима Германии, чешских участников движения сопротивления, некоторых британских военнопленных и других людей из Советского Союза, Югославии, Франции, Италии и т. д. За все время существования гестаповской тюрьмы здесь содержалось около 32 000 человек (в том числе 5000 женщин).
Казни в крепости проводились с 1943 года на основе метода Зондербехандлунг. В общей сложности здесь было казнено более 250 заключенных, причем последняя казнь 51 человека состоялась 2 мая 1945 года.
Условия жизни в тюрьме ухудшались с каждым годом, заключенные использовались в качестве рабов в основном за пределами крепости на различных предприятиях в этом районе. Нацистские власти использовали принудительный рабский труд для военного производства в интересах рейха до самых последних дней войны.
Малая крепость имела характер временной тюрьмы, откуда заключенных постепенно отправляли в концентрационные лагеря. Около 2600 заключенных умерли непосредственно в крепости в результате голода, пыток и плохой гигиены. Тысячи людей погибли после того, как их перевезли из Терезина в концентрационные лагеря и другие места.
Командиром Малой крепости был гауптштурмфюрер СС Генрих Екель, казненный после войны в октябре 1946 года.
Среди известных узников Малой крепости были Владимир Краина, Лудвик Крейчи, Хьюго Войта, Франтишек Кравак, Зигфрид Ледерер, Йозеф Билый, Отакар Вюнш, Милада Горакова, Камиль Крофта, Анна Летенска, Эмиль Буриан, Вера Тичанкова, Эдуард Уркс.

## После Второй мировой войны
В конце Второй мировой войны в крепости и близлежащем гетто вспыхнула эпидемия тифа. Чешские эпидемиологи Карел Рашка и Франтишек Паточка прибыли из Праги и руководили мерами по прекращению распространения эпидемии в крепости и гетто. Вместе они написали отчет, описывающий ужасные условия и жестокое обращение с немецкими гражданскими лицами, заключенными в Маленькой крепости после окончания войны.
В 1945—1948 годах крепость служила лагерем для интернированных сначала для немецких военнопленных, а затем для немецкого гражданского населения из Чехословакии, которому предстояло быть изгнанным из страны в соответствии с декретами Бенеша. Изгнание немцев из Чехословакии было запретной темой в коммунистической Чехословакии. Первые исследования в этой области стали возможны только после падения коммунизма в 1989 году. Результаты исторического исследования были опубликованы в 1997 году и доступны на территории мемориала Терезина.
Было проведено несколько судебных процессов за зверства, совершенные в крепости во время войны. В начале 1950-х годов в Западной Германии было проведено два судебных процесса против людей, работавших в Маленькой крепости. В 1950 году Карл Шпильман был приговорен к 4,5 годам тюремного заключения за нанесение тяжких телесных повреждений в связи с жестоким обращением с заключенными. В 1953 году капо Йозеф Волленвебер был приговорен к 4 годам тюремного заключения по четырём пунктам обвинения в нанесении опасных телесных повреждений и одному пункту обвинения в нанесении смертельных телесных повреждений за жестокое обращение с заключенными, иногда со смертельным исходом.
В конце 1960-х годов в Восточной Германии был арестован Курт Ваххольц, бывший надзиратель Малой крепости. Ваххольц был осужден за военные преступления и преступления против человечности за участие в убийствах более 300 заключенных, некоторых из которых он лично избивал, забрасывал камнями, ногами и топил. Он также был признан виновным в соучастии в расстреле по меньшей мере 183 человек. Ваххольц был приговорен к смертной казни в 1968 году и казнен в Лейпцигской тюрьме 28 апреля 1969 года.
В 2000 году немецкие власти также арестовали Антона Маллота, бывшего надзирателя Небольшой крепости, получившего прозвище «Красавчик Тони». В 2001 году Маллот был признан виновным в избиении по меньшей мере 100 заключенных до смерти и приговорен к пожизненному заключению. Умирая от рака, он был освобожден из тюрьмы за 10 дней до своей смерти 31 октября 2002 года.